# Moniliformis convolutus
Moniliformis convolutus är en hakmaskart som beskrevs av Meyer 1932. Moniliformis convolutus ingår i släktet Moniliformis och familjen Moniliformidae. Inga underarter finns listade i Catalogue of Life.